# パウリーネ・フォン・ヴュルテンベルク (1800-1873)
パウリーネ・テレーゼ・ルイーゼ・フォン・ヴュルテンベルク（Pauline Therese Luise von Württemberg, 1800年9月4日 – 1873年3月10日）は、ヴュルテンベルク王ヴィルヘルム1世の3番目の王妃である。

## 生涯
パウリーネは1800年9月4日、現在のラトビアの首都リガで誕生した。ヴュルテンベルク公フリードリヒ2世オイゲン（Friedrich II Eugen）の次男であるヴュルテンベルク公子ルートヴィヒ・フリードリヒ（Ludwig Friedrich Alexander von Württemberg）と、ナッサウ＝ヴァイルブルク侯カール・クリスティアン（Karl Christian von Nassau-Weilburg）の娘であるヘンリエッテ（Henriette von Nassau-Weilburg）の間に、3番目の子として生まれた。彼女の父であるルートヴィヒ公子は、当時のロシア皇帝の妃であるマリア・フョードロヴナ（ヴュルテンベルク公女ゾフィー・ドロテア）の弟にあたり、その縁故によりロシア軍に仕え、リガの総督を務めていた。
国王の要請によりヴュルテンベルクに戻ったパウリーネは、1820年4月15日に、従兄にあたるヴュルテンベルク王ヴィルヘルム1世と結婚し、王妃となった。ヴィルヘルム1世にとっては3度目の結婚であった。彼女は1820年から1864年までヴュルテンベルク王妃の座にあった。
パウリーネは1873年3月10日にシュトゥットガルトで逝去し、同年3月14日にルートヴィヒスブルク城内の教会に埋葬された。

## 子女
ヴィルヘルム1世との間に3子をもうけた。
- カタリーナ・フリーデリケ・シャルロッテ（Katharina Friederike Charlotte, 1821年8月24日 - 1898年12月6日）
  - 1845年11月20日、ヴュルテンベルク王子フリードリヒと結婚した。
- カール・フリードリヒ・アレクサンダー（Karl Friedrich Alexander, 1823年3月6日 - 1891年10月6日）
  - 後のヴュルテンベルク王カール1世である。
- アウグステ・ヴィルヘルミーネ・ヘンリエッテ（Auguste Wilhelmine Henriette, 1826年10月4日 - 1898年12月3日）
  - 1851年6月15日、ザクセン＝ヴァイマル＝アイゼナハ大公子ヘルマンと結婚した。